# Diversidade genética
A diversidade genética é uma medida de biodiversidade que mede a variação genética dentro de cada espécie, tanto entre populações geograficamente separadas como entre os indivíduos de uma dada população.
É o número total de características genéticas  que constituem uma espécie. Pode também referir-se tanto ao número de espécies dentro de um género como a diferenças dentro de uma espécie e pode ser relacionado ao período de sobrevivência de uma espécie. É distinta de variabilidade genética, que descreve a tendência das características genéticas de variar.
A diversidade genética é uma forma das populações se adaptarem a ambientes em mudança. Com mais variação, é mais provável que alguns indivíduos de uma população possuam variações de alelos que são adequados para determinado ambiente. Esses indivíduos têm maior probabilidade de sobreviver tempo suficiente para produzir descendentes com esse alelo. A população continuará por mais gerações devido ao sucesso desses indivíduos.

O campo académico da genética populacional inclui várias hipóteses e teorias sobre a diversidade genética. A teoria neutra da evolução propõe que a diversidade é o resultado da acumulação de substituições neutras. Seleção disruptiva é a hipótese de que duas subpopulações de uma espécie que vivam em ambientes diferentes  selecionam alelos diferentes em um locus particular. Isso pode ocorrer, por exemplo, se a mobilidade de indivíduos de uma espécie tiver uma grande gama de valores. Seleção dependente de frequência é a hipótese de que à medida que os alelos se tornam mais comuns, eles se tornam mais vulneráveis. Isso ocorre em interação hospedeiro-patogéneo, onde uma alta frequência de um alelo defensivo entre o  hospedeiro significa que é mais provável que um patogéneo se espalhe se ele é capaz de superar esse alelo. 

Uma representação gráfica do típico cariótipo humano.

## Diversidade dentro das espécies

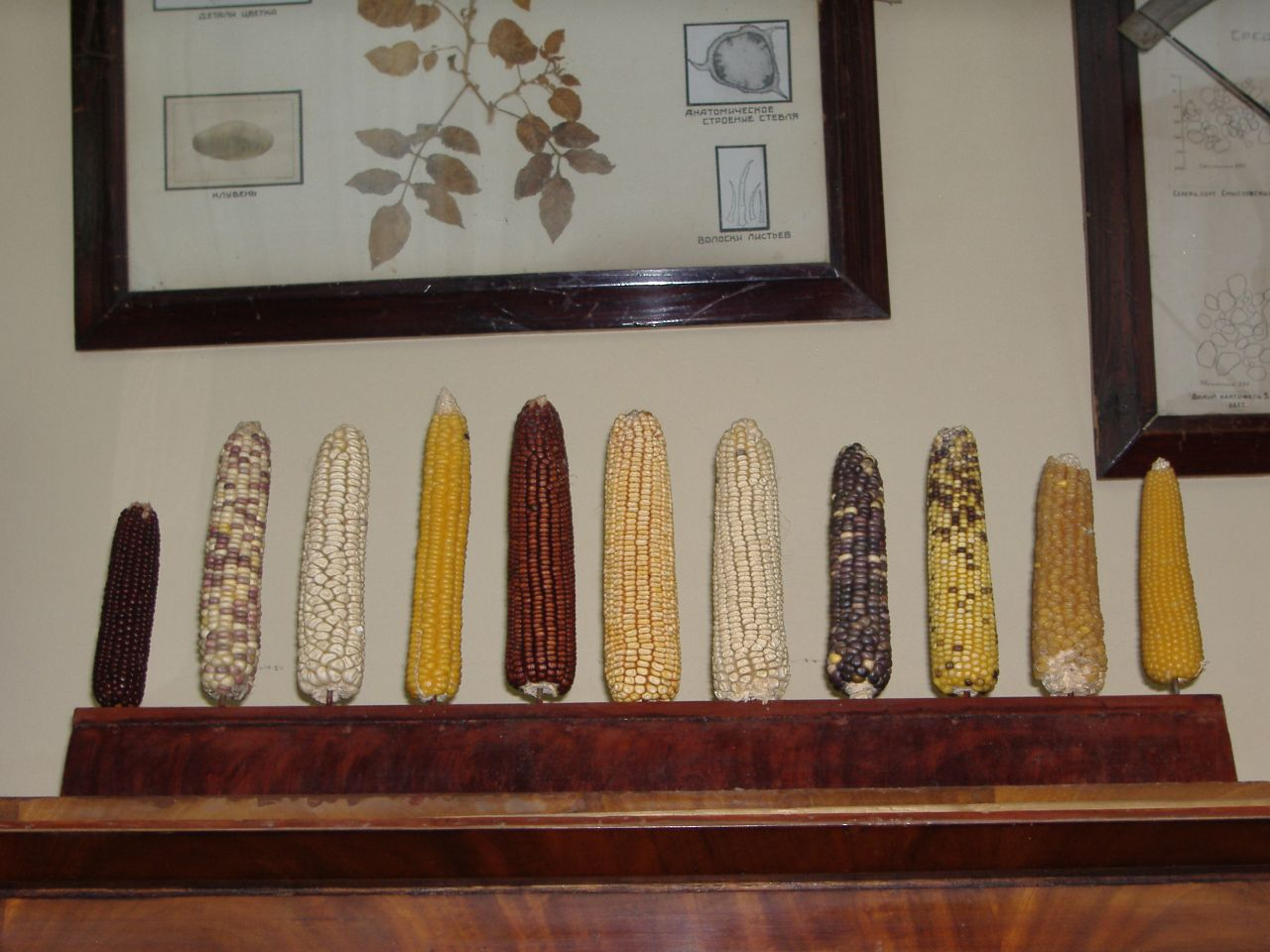
Variedades de milho no escritório do geneticista de plantas russo Nikolai Vavilov

Um estudo conduzido pela Fundação Nacional de Ciências em 2007 descobriu que a diversidade genética (dentro de uma espécie) e biodiversidade são dependentes uma da outra - ou seja, que a diversidade dentro de uma espécie é necessária para manter a diversidade entre as espécies, e vice-versa. De acordo com o principal pesquisador do estudo, Dr. Richard Lankau, "Se qualquer tipo for removido do sistema, o ciclo pode ser interrompido e a comunidade torna-se dominada por uma única espécie." Diversidade genotípica e  fenotípica foi encontrada em todas as espécies nos níveis de proteína, DNA e organismo; na natureza, essa diversidade é não aleatória, fortemente estruturada e correlacionada com a variação ambiental e stresse.
A interdependência entre a diversidade genética e de espécies é delicada. Mudanças na diversidade de espécies levam a mudanças no ambiente, levando à adaptação das espécies restantes. Mudanças na diversidade genética, como a perda de espécies, levam a uma perda de  diversidade biológica. A perda de diversidade genética em populações de animais domésticos também foi estudada e atribuído à extensão dos mercados e globalização económica.